# Државни пут 436
Државни пут IIБ реда 436 је локални пут у јужној Србији који повезује Лесковац са Владичиним Ханом преко планине Кукавица. Деоница Вучје—Доње Јабуково је неизграђена.

## Траса пута
| \| \| \| \| Везе \| \| ------------------------------------------- \| ------------- \| \| ------------ \| \| 0 \| Стројковце \| \| Лесковац \| \| 13 \| Вучје \| \| \| \| Деоница Вучје—Доње Јабуково је неизграђена. \| \| \| \| \| 37 \| Доње Јабуково \| \| \| \| 46 \| Репинце \| \| Владичин Хан \| |               |  |              |
| |               |  | Везе         |
| 0 | Стројковце    |  | Лесковац     |
| 13 | Вучје         |  |              |
| Деоница Вучје—Доње Јабуково је неизграђена. |               |  |              |
| 37 | Доње Јабуково |  |              |
| 46 | Репинце       |  | Владичин Хан |